# Apiactis bengalensis
Espèce
Apiactis bengalensis est une espèce de cnidaires de la famille des Cerianthidae.

## Systématique
Le nom valide complet (avec auteur) de ce taxon est Apiactis bengalensis Panikkar, 1936.